# Ray-sur-Saône
Pour les articles homonymes, voir Ray.
Ray-sur-Saône est une commune française située dans le département de la Haute-Saône, la région culturelle et historique de Franche-Comté et la région administrative Bourgogne-Franche-Comté.
Ses habitants sont les Raylois.
Le village bénéficie du label de Cité de Caractère de Bourgogne-Franche-Comté.

## Géographie
Ce petit village est situé dans la Haute-Saône entre Vesoul et Gray.

### Climat
Pour des articles plus généraux, voir Climat de la Bourgogne-Franche-Comté et Climat de la Haute-Saône.
En 2010, le climat de la commune est de type climat des marges montargnardes, selon une étude du Centre national de la recherche scientifique s'appuyant sur une série de données couvrant la période 1971-2000. En 2020, Météo-France publie une typologie des climats de la France métropolitaine dans laquelle la commune est dans une zone de transition entre le climat océanique altéré et le climat océanique altéré et est dans la région climatique  Lorraine, plateau de Langres, Morvan, caractérisée par un hiver rude (1,5 °C), des vents modérés et des brouillards fréquents en automne et hiver. 
Pour la période 1971-2000, la température annuelle moyenne est de 10,5 °C, avec une amplitude thermique annuelle de 17,4 °C. Le cumul annuel moyen de précipitations est de 932 mm, avec 12,8 jours de précipitations en janvier et 9,1 jours en juillet. Pour la période 1991-2020, la température moyenne annuelle observée sur la station météorologique de Météo-France la plus proche, « Combeaufontaine », sur la commune de Combeaufontaine à 15 km à vol d'oiseau, est de 10,7 °C et le cumul annuel moyen de précipitations est de 1 044,0 mm. 
La température maximale relevée sur cette station est de 41 °C, atteinte le 25 juillet 2019 ; la température minimale est de −26 °C, atteinte le 6 janvier 1985,,. 
Les paramètres climatiques de la commune ont été estimés pour le milieu du siècle (2041-2070) selon différents scénarios d'émission de gaz à effet de serre à partir des nouvelles projections climatiques de référence DRIAS-2020. Ils sont consultables sur un site dédié publié par Météo-France en novembre 2022.

## Urbanisme

### Typologie
Au 1er janvier 2024, Ray-sur-Saône est catégorisée commune rurale à habitat dispersé, selon la nouvelle grille communale de densité à sept niveaux définie par l'Insee en 2022.
Elle est située hors unité urbaine et hors attraction des villes,.

### Occupation des sols
L'occupation des sols de la commune, telle qu'elle ressort de la base de données européenne d’occupation biophysique des sols Corine Land Cover (CLC), est marquée par l'importance des forêts et milieux semi-naturels (49,2 % en 2018), une proportion identique à celle de 1990 (49,2 %). La répartition détaillée en 2018 est la suivante : 
forêts (49,2 %), terres arables (23,2 %), prairies (23 %), zones urbanisées (4,5 %). L'évolution de l’occupation des sols de la commune et de ses infrastructures peut être observée sur les différentes représentations cartographiques du territoire : la carte de Cassini (XVIIIe siècle), la carte d'état-major (1820-1866) et les cartes ou photos aériennes de l'IGN pour la période actuelle (1950 à aujourd'hui).

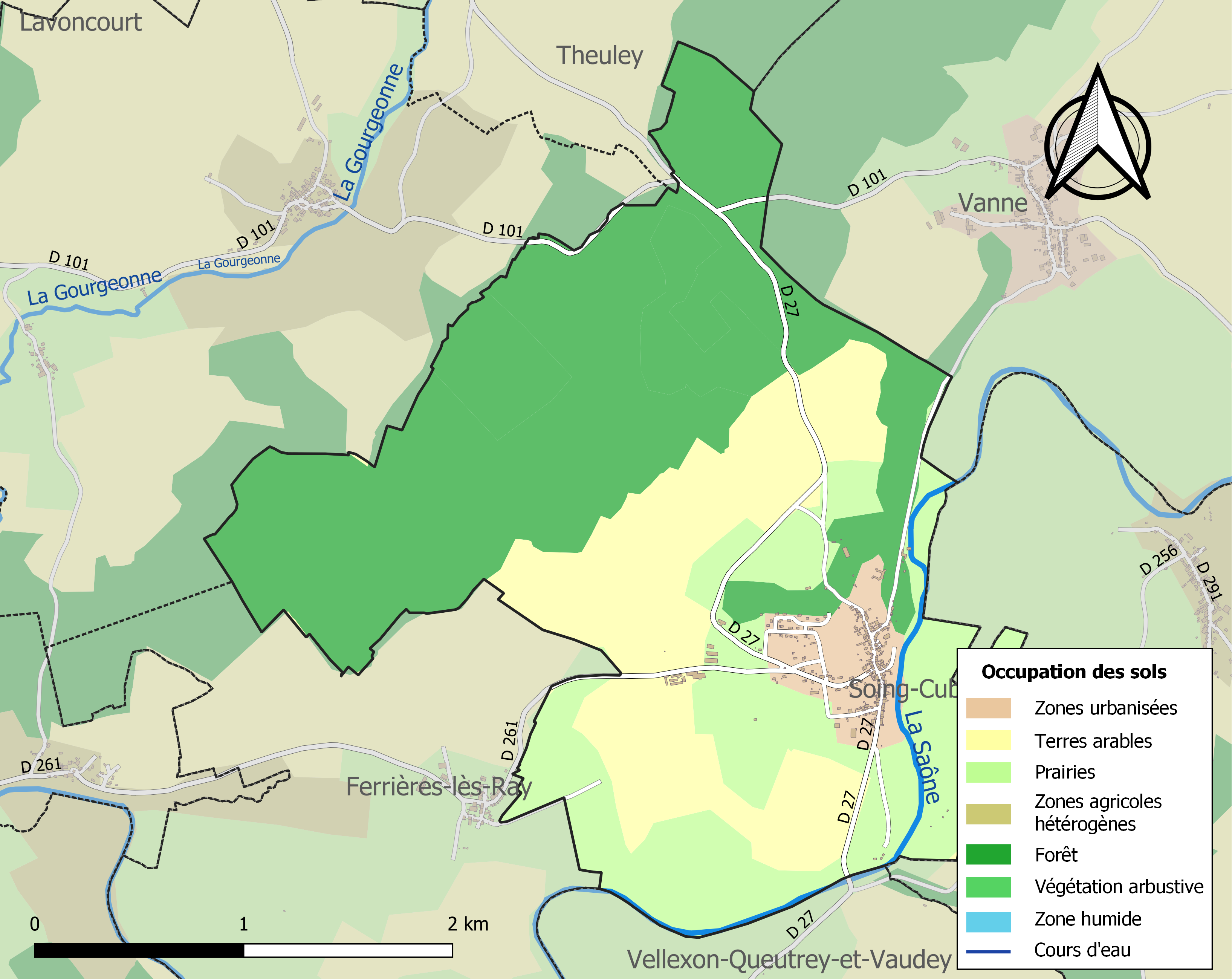
Carte des infrastructures et de l'occupation des sols de la commune en 2018 (CLC).

## Politique et administration

### Rattachements administratifs et électoraux
La commune fait partie de l'arrondissement de Vesoul du département de la Haute-Saône, en région Bourgogne-Franche-Comté. Pour l'élection des députés, elle dépend de la première circonscription de la Haute-Saône.
Elle fait partie depuis 1801 du canton de Dampierre-sur-Salon. Dans le cadre du redécoupage cantonal de 2014 en France, le territoire de ce canton s'est accru, passant de 29 à 50 communes.

### Intercommunalité
La commune fait partie de la communauté de communes des quatre rivières, intercommunalité créée en 1996.

### Liste des maires
| Période                                  | Période                       | Identité                    | Étiquette | Qualité                                                                     |
| ---------------------------------------- | ----------------------------- | --------------------------- | --------- | --------------------------------------------------------------------------- |
| Les données manquantes sont à compléter. |                               |                             |           |                                                                             |
| Premier Empire                           |                               | Philippe-Gabriel de Marmier |           | Comte                                                                       |
| Les données manquantes sont à compléter. |                               |                             |           |                                                                             |
| 1884                                     | 1888                          | Augustin Viard              |           |                                                                             |
| 1888                                     | 1889                          | Raynald de Marmier          |           | Duc                                                                         |
| 1889                                     | 1892                          | Étienne Charpiot            |           |                                                                             |
| 1892                                     | 1896                          | Raynald de Marmier          |           | Duc                                                                         |
| 1896                                     | 1899                          | Charles Ramondot            |           |                                                                             |
| 1899                                     | 1900                          | Raynald de Marmier          |           | Duc                                                                         |
| 1900                                     | 1903                          | Étienne Charpiot            |           |                                                                             |
| 1903                                     | 1904                          | Alfred Grillot              |           |                                                                             |
| 1904                                     | 1908                          | Raynald de Marmier          |           | Duc                                                                         |
| 1908                                     | 1919                          | Eugène Jardel               |           |                                                                             |
| 1919                                     | 1929                          | Étienne de Marmier          |           | Duc                                                                         |
| 1929                                     | avril 1945                    | Gaston Grenier              |           |                                                                             |
| mai 1945                                 | 1955                          | Louis Mugnier               |           |                                                                             |
| 1955                                     | mars 1987                     | Gabrielle de Salverte       |           | Comtesse                                                                    |
| mars 1987                                | mars 1989                     | Alfred Merli                |           |                                                                             |
| mars 1989                                | mars 2008                     | Bernard Ghesquier           |           |                                                                             |
| mars 2008                                | En cours (au 2 décembre 2020) | Michel Albin                | DVD       | Président de la CC 4 rivières (2014 → 2020) Réélu pour le mandat 2020-2026, |

## Population et démographie

### Démographie
L'évolution du nombre d'habitants est connue à travers les recensements de la population effectués dans la commune depuis 1793. Pour les communes de moins de 10 000 habitants, une enquête de recensement portant sur toute la population est réalisée tous les cinq ans, les populations de référence des années intermédiaires étant quant à elles estimées par interpolation ou extrapolation. Pour la commune, le premier recensement exhaustif entrant dans le cadre du nouveau dispositif a été réalisé en 2007.

En 2022, la commune comptait 211 habitants, en évolution de +1,44 % par rapport à 2016 (Haute-Saône : −1,4 %, France hors Mayotte : +2,11 %).
| 1793 | 1800 | 1806 | 1821 | 1831 | 1836 | 1841 | 1846 | 1851 |
| ---- | ---- | ---- | ---- | ---- | ---- | ---- | ---- | ---- |
| 523  | 542  | 579  | 600  | 616  | 580  | 632  | 617  | 609  |

| 1856 | 1861 | 1866 | 1872 | 1876 | 1881 | 1886 | 1891 | 1896 |
| ---- | ---- | ---- | ---- | ---- | ---- | ---- | ---- | ---- |
| 558  | 510  | 516  | 495  | 442  | 509  | 434  | 440  | 420  |

| 1901 | 1906 | 1911 | 1921 | 1926 | 1931 | 1936 | 1946 | 1954 |
| ---- | ---- | ---- | ---- | ---- | ---- | ---- | ---- | ---- |
| 383  | 371  | 345  | 289  | 307  | 301  | 305  | 244  | 239  |

| 1962 | 1968 | 1975 | 1982 | 1990 | 1999 | 2006 | 2007 | 2012 |
| ---- | ---- | ---- | ---- | ---- | ---- | ---- | ---- | ---- |
| 278  | 250  | 224  | 221  | 201  | 192  | 211  | 214  | 209  |

| 2017 | 2022 | - | - | - | - | - | - | - |
| ---- | ---- | - | - | - | - | - | - | - |
| 210  | 211  | - | - | - | - | - | - | - |

### Manifestations culturelles et festivités
Pendant de nombreuses années, pendant le dernier week-end de juillet avait lieu la fête de l'Eau. La dernière édition a eu lieu en 2012 et elle a été remplacée depuis, par une manifestation plus modeste, incluant selon les années, un marché du terroir, une course nature, une marche gourmande et un vide-greniers.

## Économie
- Agriculture.
- Tourisme.
- Commerces.

## Culture locale et patrimoine
Ray-sur-Saône fait partie des «Cités de Caractère de Bourgogne-Franche-Comté».

### Lieux et monuments
- château de Ray-sur-Saône des seigneurs de Ray dominant la vallée de la Saône, donné en mai 2015  par la comtesse Diane Baconnière de Salverte, son dernier propriétaire, au département de la Haute-Saône en 2015[21],[22], et son jardin[23]. Ancien  seigneur de Ray : Othon de La Roche (duc d'Athènes).
- Église Saint-Pancrace, dont la construction remonterait au IXe siècle. Chœur construit avant 1224. Chapelles latérales du XIVe siècle. La clef de la voûte centrale est datée de 1550. Le clocher, détruit en 1642, a été reconstruit en 1768[24].
- Maison, 6 rue du Château, avec des parties édifiées du XVe au XVIIe siècle[25].
- Ancien moulin, devenue centrale hydroélectrique, rue du Moulin, construit dans l'entre deux guerres[26]

Galerie de photographies
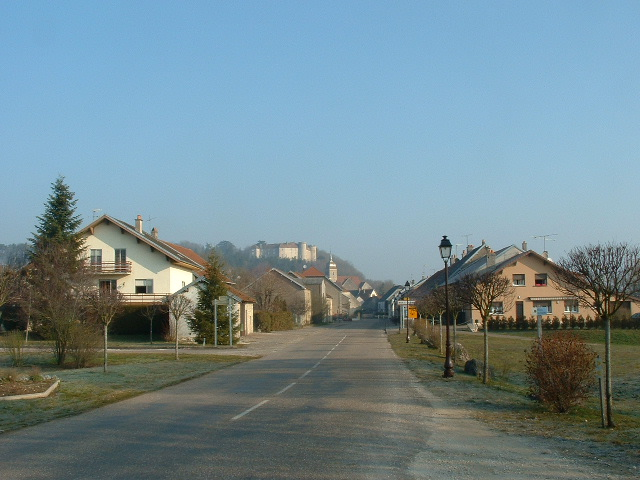
Village et château.
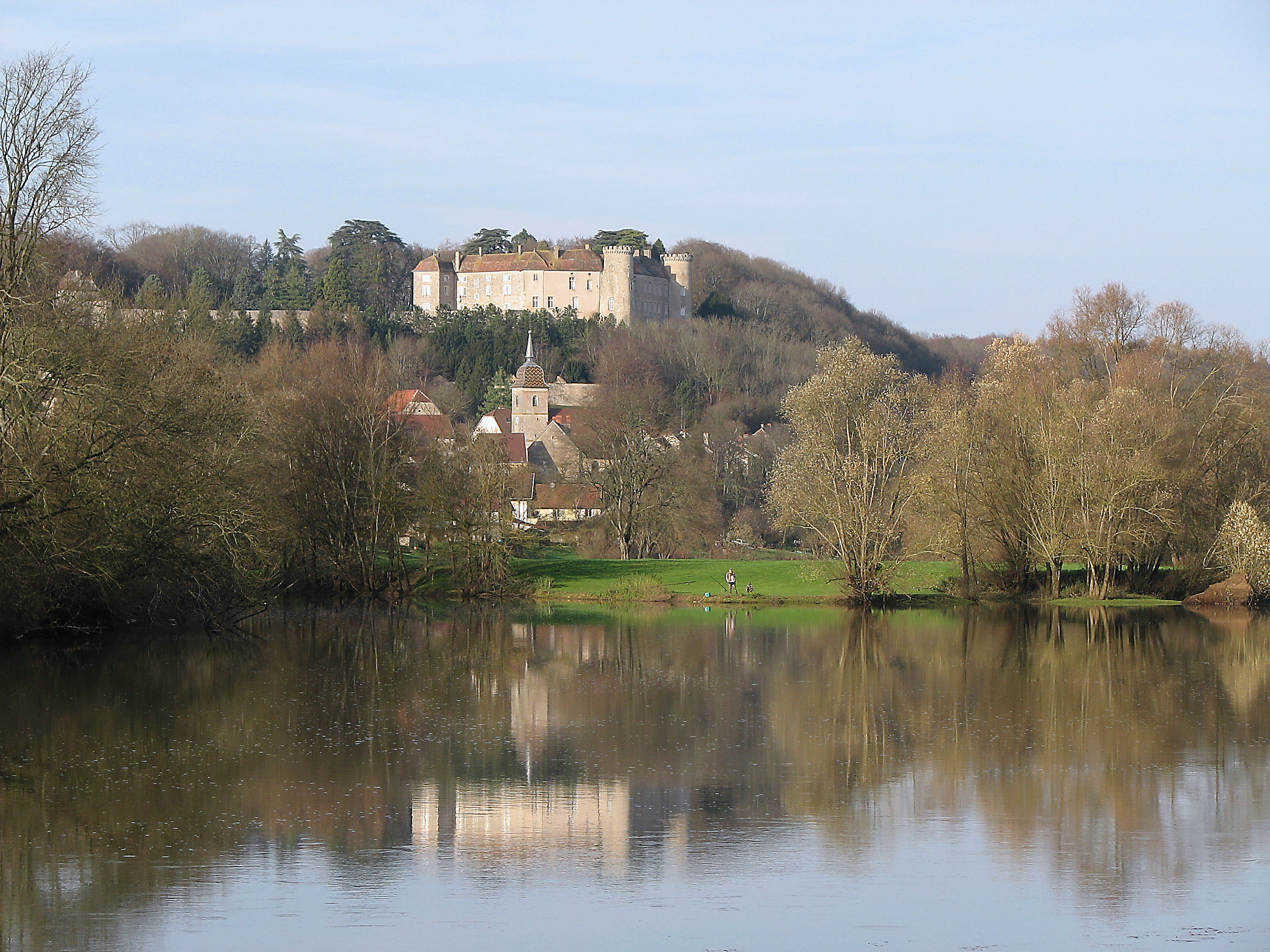
Vue générale.
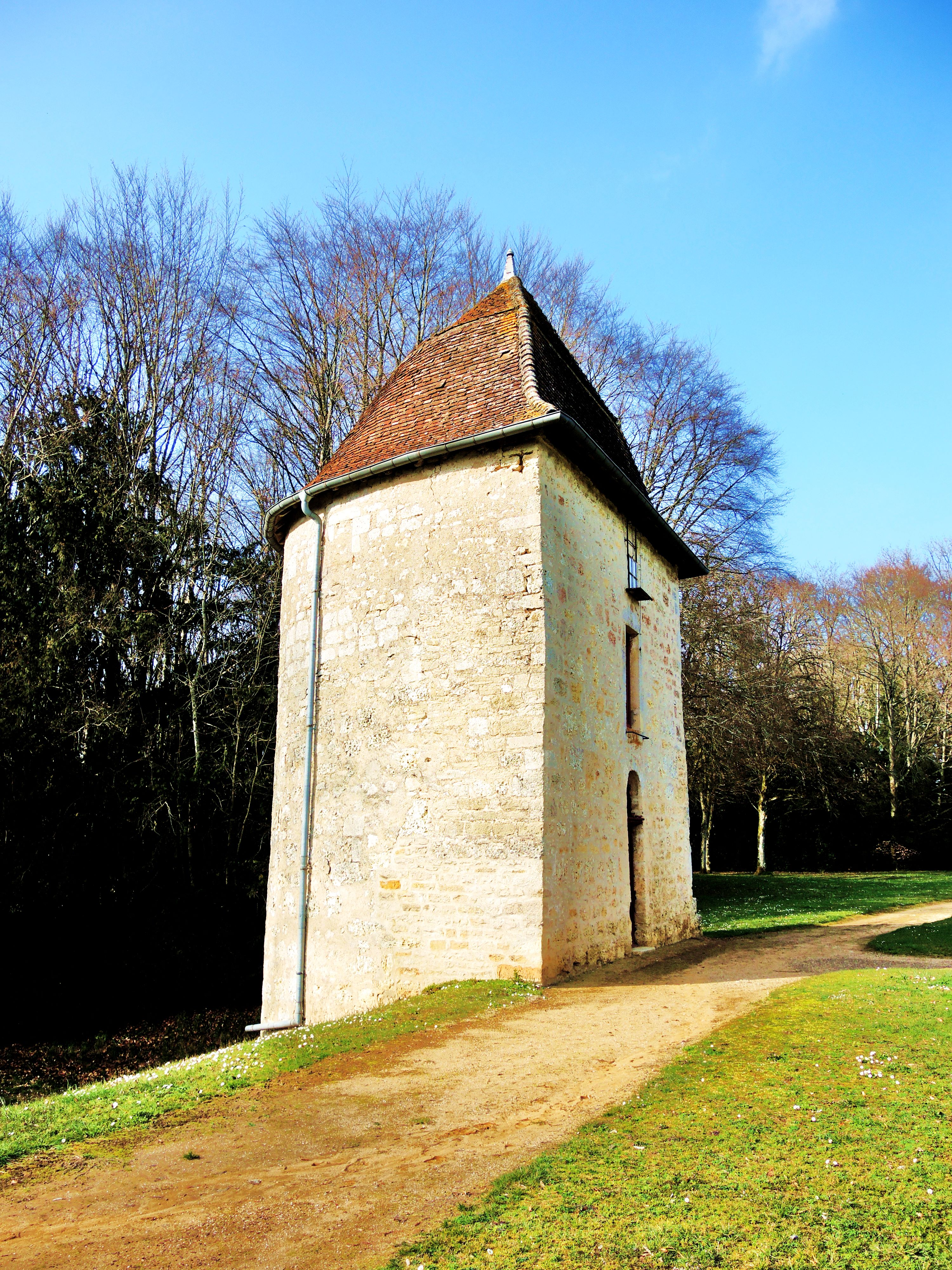
Ancien colombier du château.
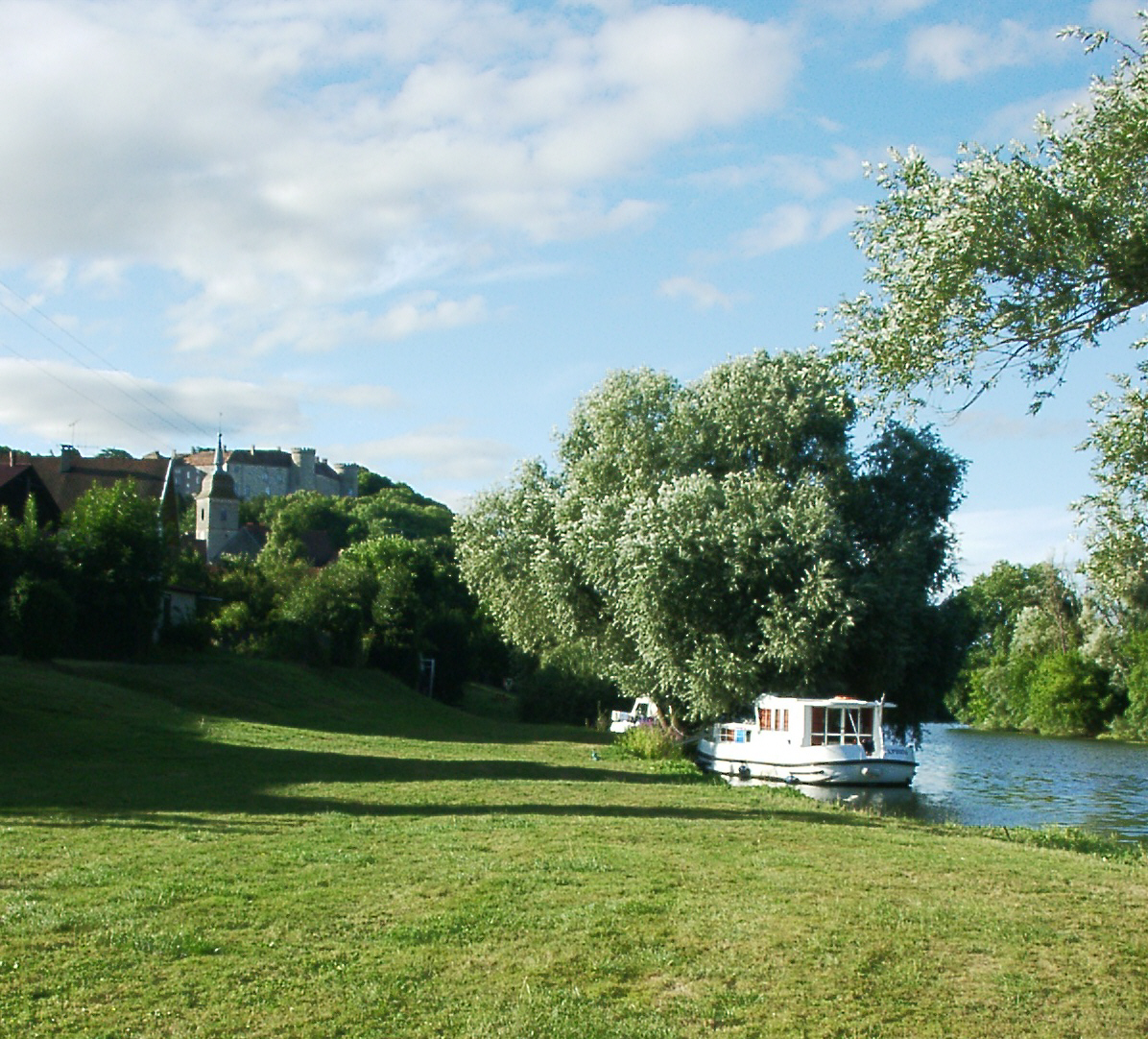
Bords de Saône et château.
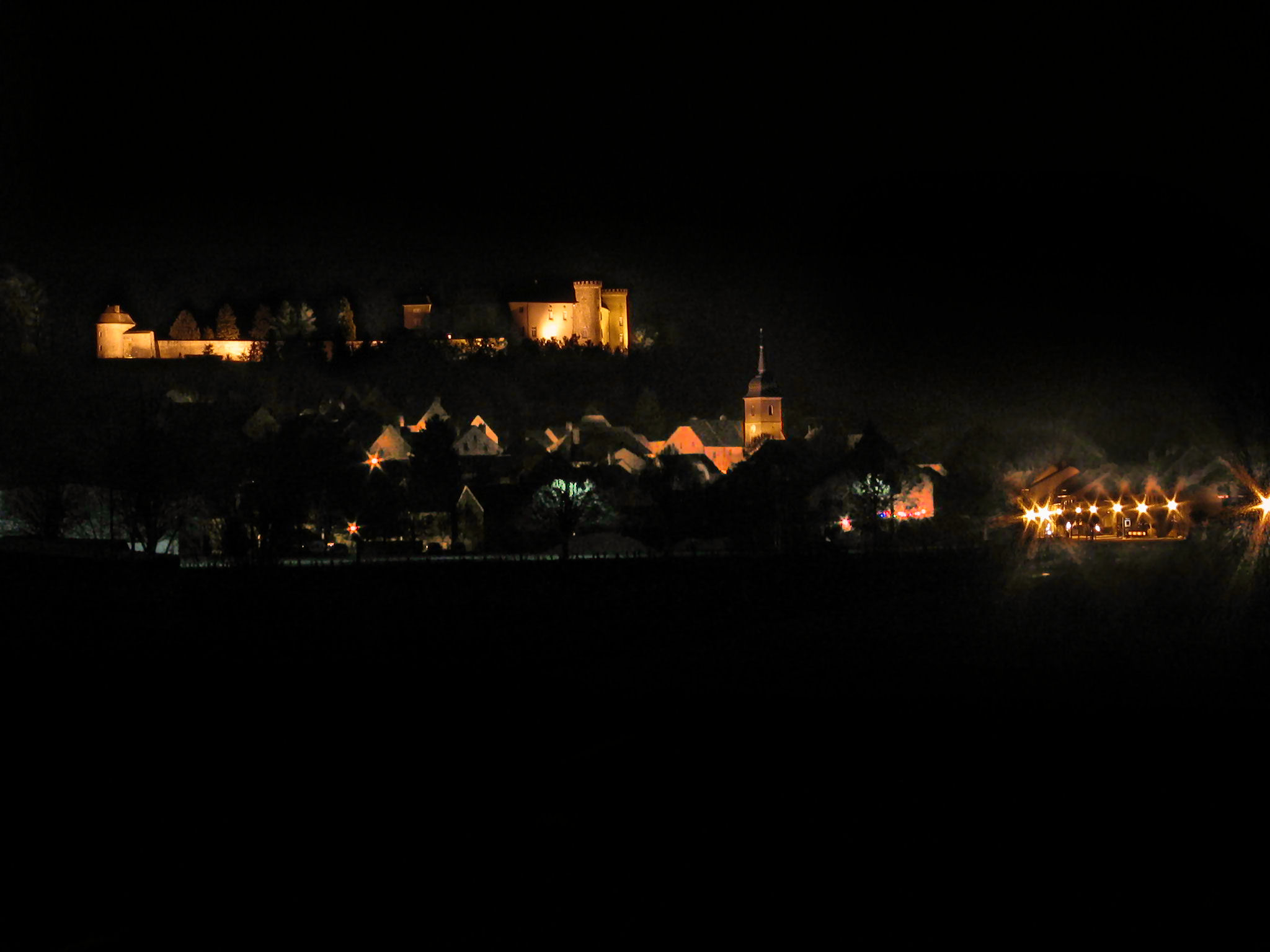
Vue générale de nuit.

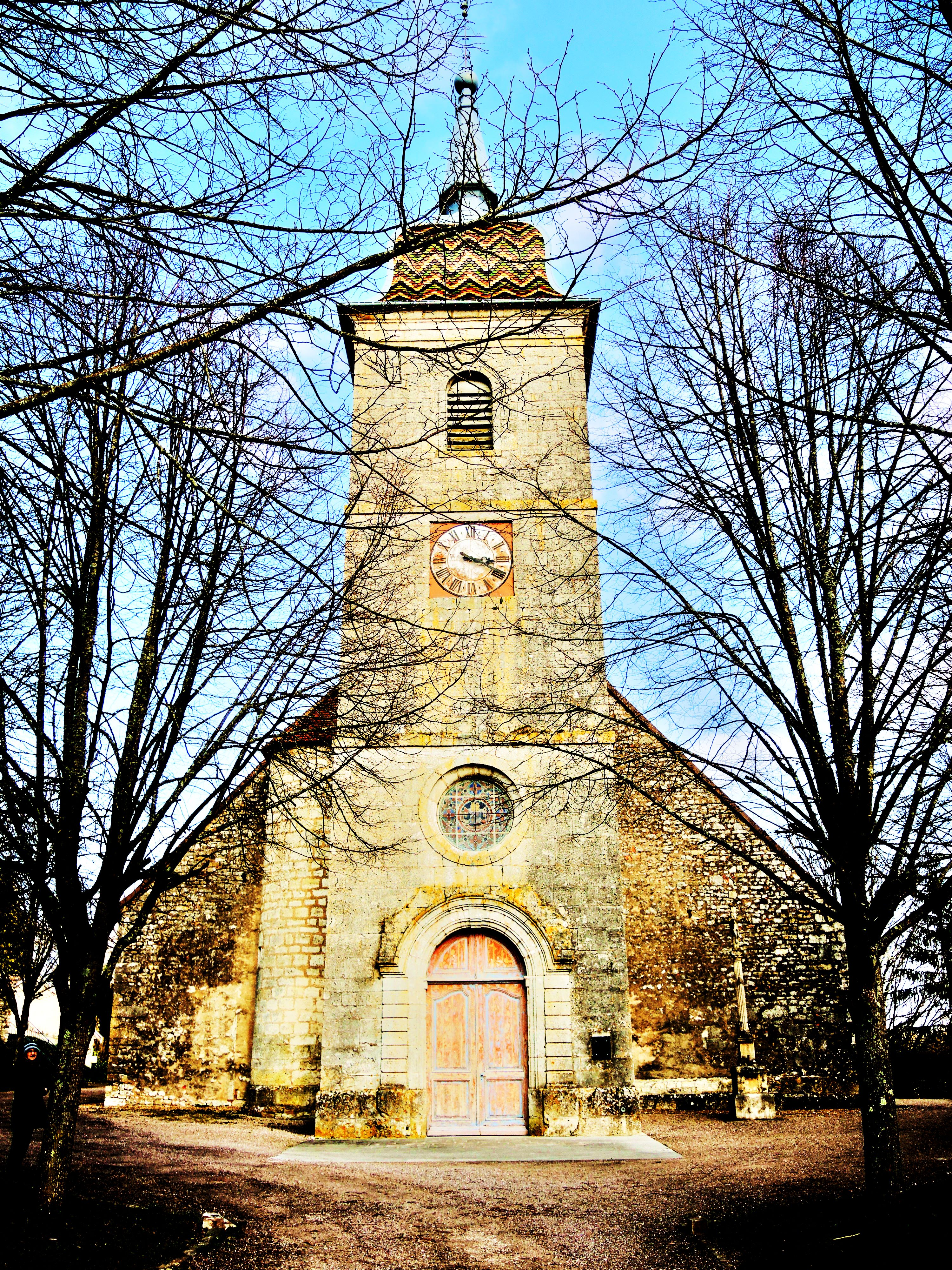
Église saint Pancrace.
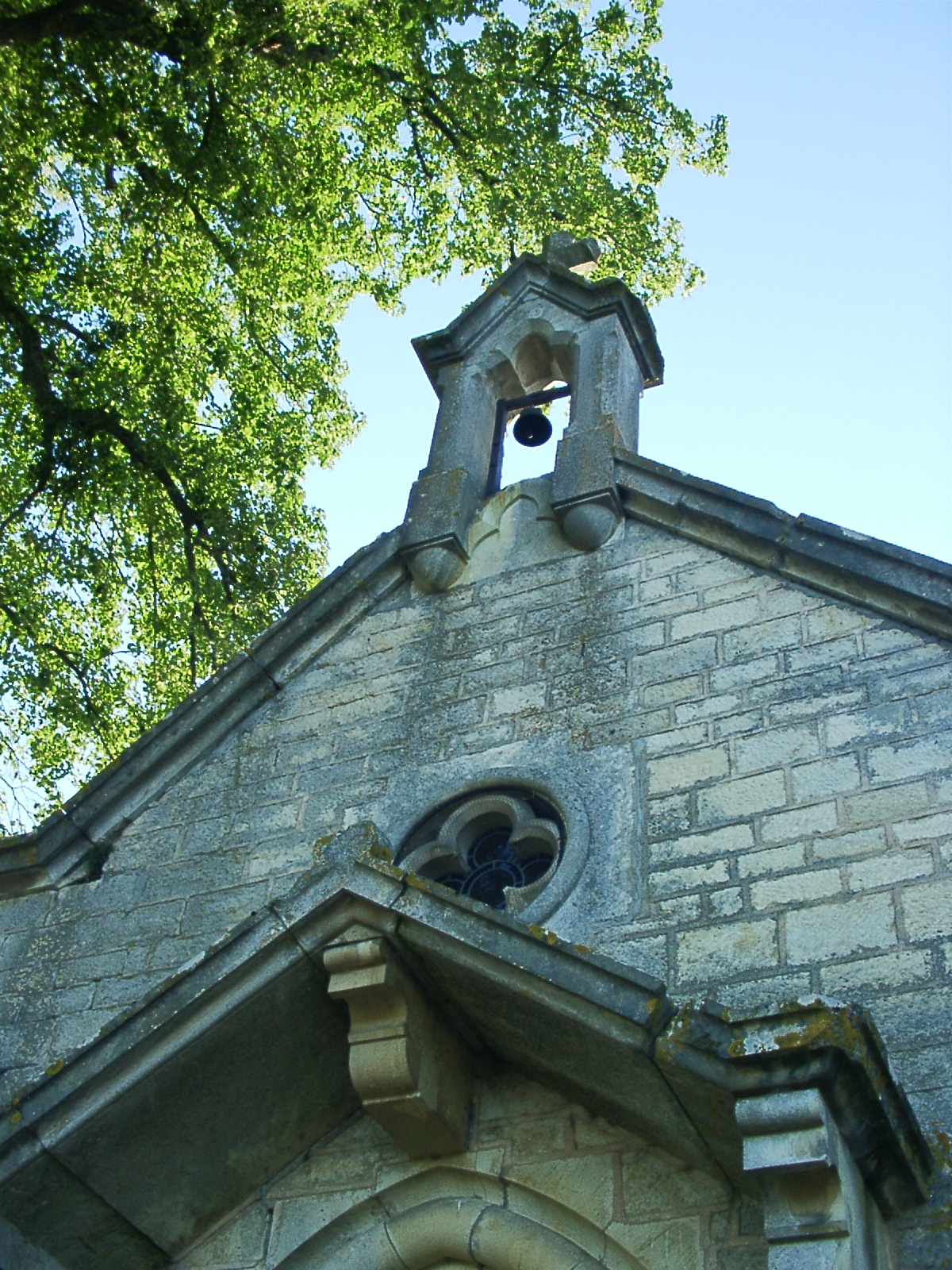
La chapelle Sainte-Anne.
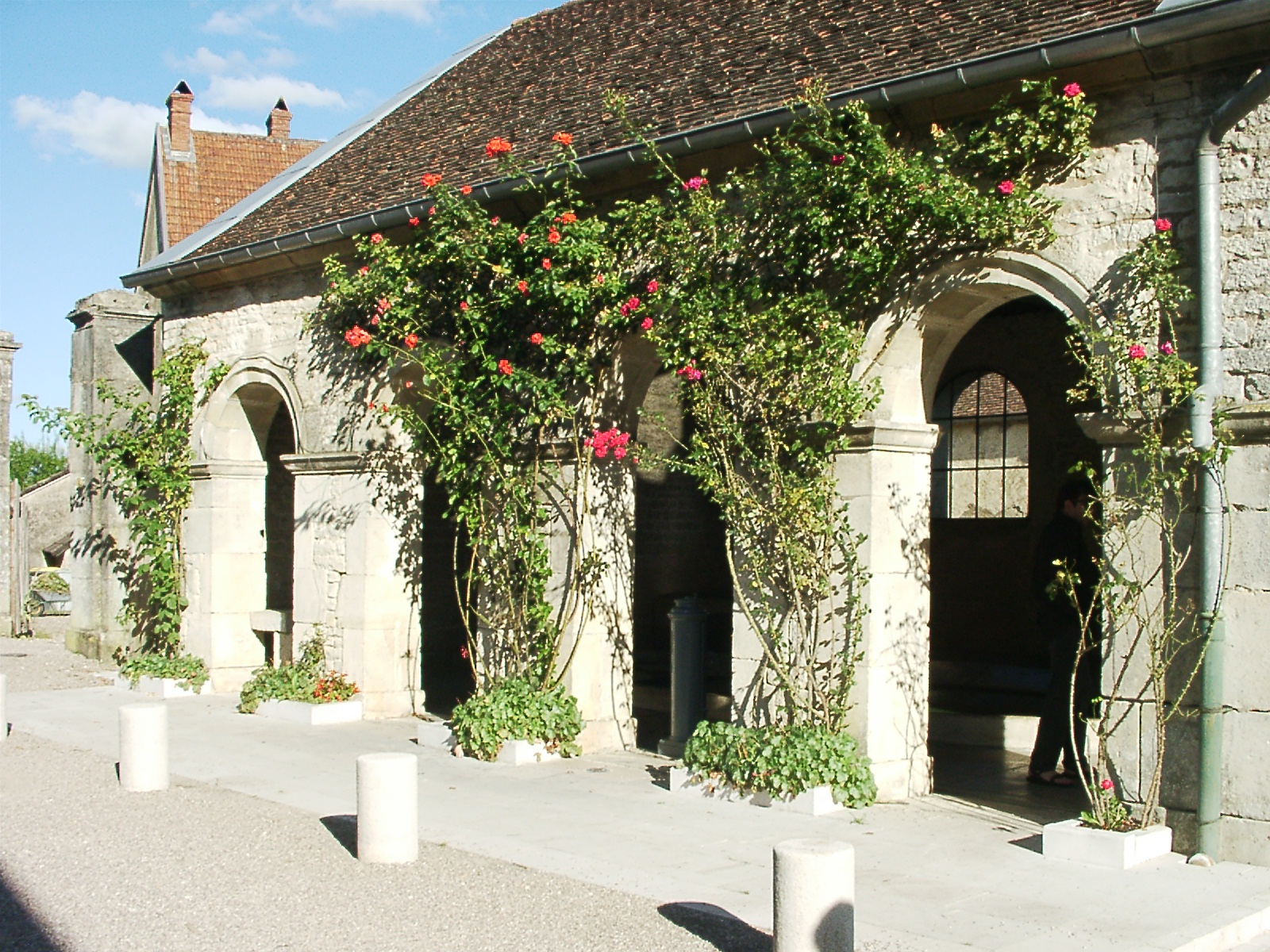
Le lavoir.
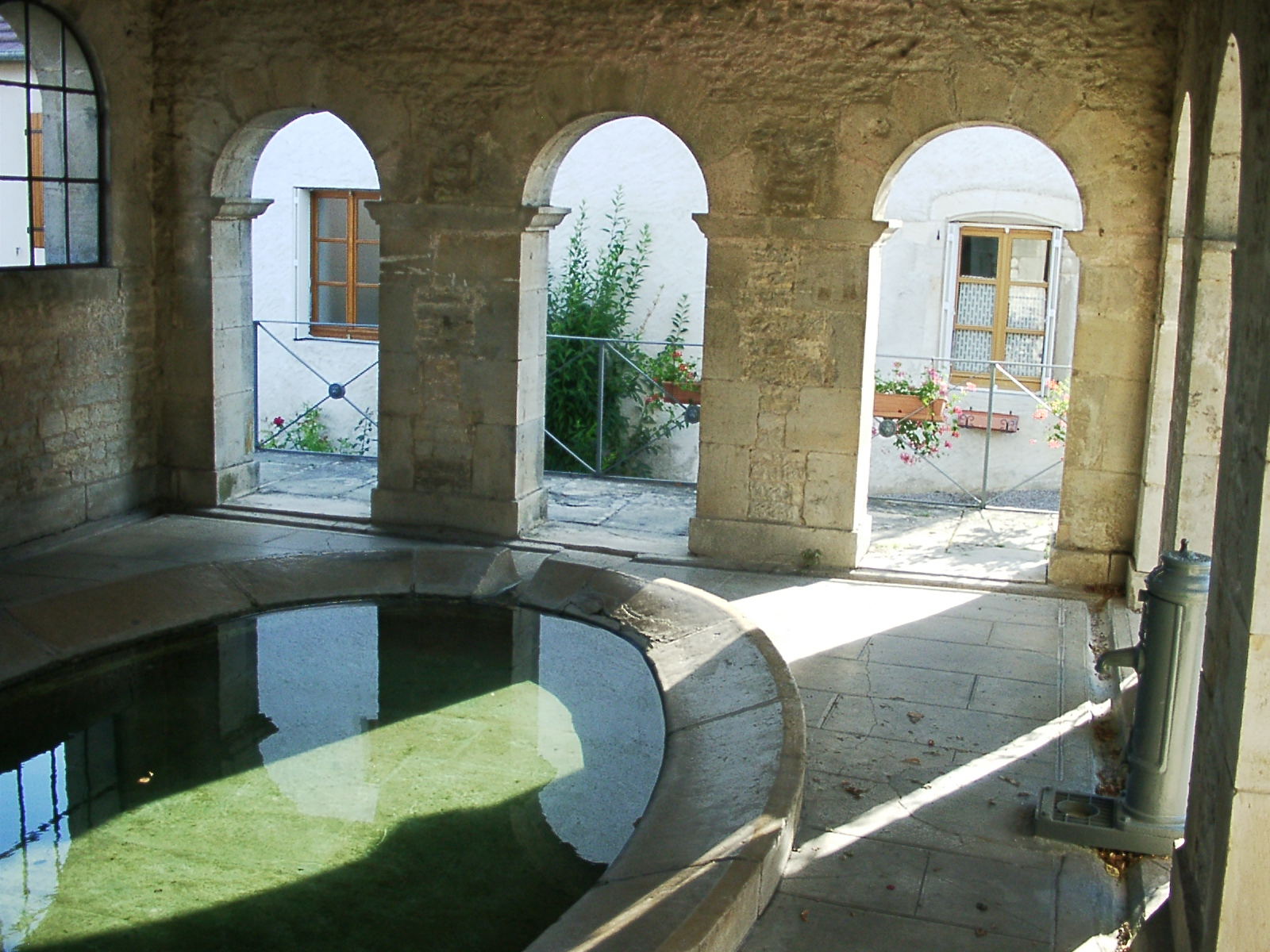
Le lavoir.

### Personnalités liées à la commune
- Pierre Bégard (1817-1891), (bijoutier-joaillier, horloger & orfèvre), fondateur des Bijouteries Bégard[27],[28], beau-père de Pierre Ucciani, est né à Ray-sur-Saône.

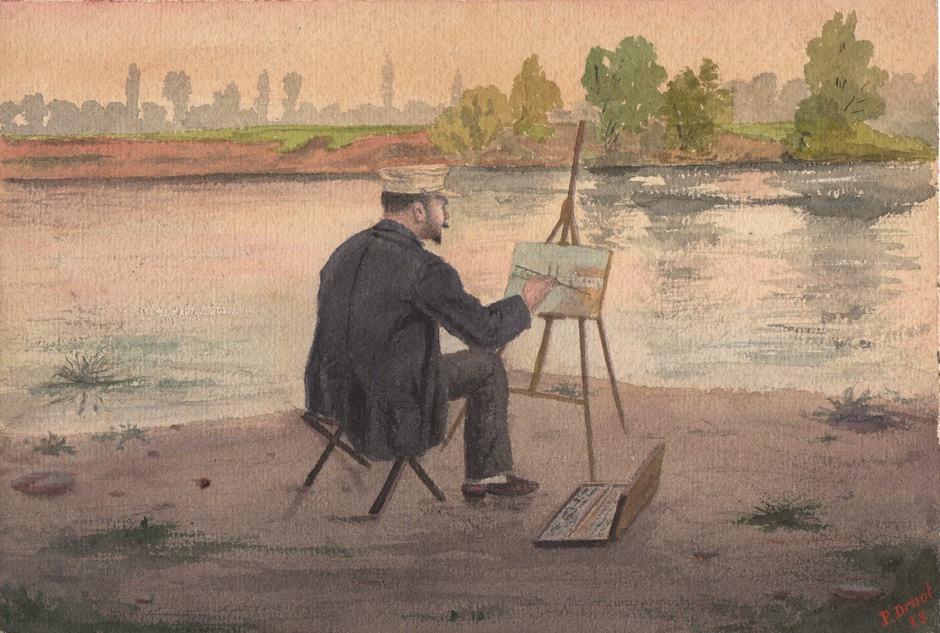
Pierre Ucciani au chevalet
Ray-sur-Saône
aquarelle de l'abbé Paul Druaut
signée P. Druaut 88 (1888)

- Jean-Nicolas Marjolin (1780-1850) - célèbre chirurgien, professeur de la faculté de Médecine de Paris. Auteur d'un manuel d'anatomie en 1815.
- Alfred de Marmier, (1805-1873) homme politique né et décédé à Ray-sur-Saône .
- Pierre Ucciani (1851-1939), gendre de Pierre Bégard, vient peindre à Ray-sur-Saône en 1888, avec l'abbé Paul Druot.
- Abbé Paul Druot, archéologue et curé de Voillans de 1896 à 1908, vient peindre à Ray-sur-Saône, en compagnie de Pierre Ucciani.
- Ettore Bellini (it) - Inventeur du radio-goniomètre, s'y trouva si bien qu'il s'y installa et y vécut jusqu'à sa mort en 1943. (plaque sur sa maison située dans la rue du Château et cimetière de Ray-sur-Saône).
- Anne Malard-Schreyer - peintre, a peint Ray et tous les environs ainsi que la Bretagne, la région Île-de-France. Nombreuses expositions Fribourg, Baden-Baden, Auvers-sur-Oise, Pontoise, Paris, Charentenay... A illustré plusieurs ouvrages dont les poèmes gastronomiques. (1912-2005, cimetière de Ray-sur-Saône).
- Jacques Schreyer (mari de la précédente), cofondateur de Batimat (devenu Batimat et Expomat) avec son cousin Christian Michalon, poète, a publié 5 recueils sous le titre « Les Saisons de la Vie », et des histoires pour enfants (1913-2005 cimetière de Ray-sur-Saône, Croix de guerre 1939-1940 avec citation - Dunkerque).

### Héraldique
|  | Les armes de la commune se blasonnent ainsi : De gueules au rais d’escarboucle pommeté et fleurdelysé d’or. |